# 金色の眼の女
『金色の眼の女』（きんいろのめのおんな、仏： La Fille aux yeux d'or ）は、1961年に製作されたフランスの映画。

## 概要
オノレ・ド・バルザックの小説『十三人組物語』の中の一挿話をピエール・ペルグリ、フィリップ・デュマルセルが現代的に脚色し、ジャン＝ガブリエル・アルビコッコが監督した、同性愛を扱った恋愛映画。
1961年8月、ヴェネツィア国際映画祭で上映された。同年9月1日、フランスで公開された。
同年秋、日本で上映され、映画雑誌に批評も掲載されるが、上映形態は不明。
1963年4月1日から10日にかけて第3回フランス映画祭が東京都千代田区の東商ホールで開催された。アルビコッコの『金色の眼の女』と『アメリカのねずみ』のほか、『突然炎のごとく』『ミス・アメリカ パリを駆ける』『シベールの日曜日』『女はコワイです』『不滅の女』『地下室のメロディー』『地獄の決死隊』の計9本の長編と、短編映画『ふくろうの河』が上映された。『金色の眼の女』は4月4日に上映された。マリー・ラフォレ、フランソワ・トリュフォー、アレクサンドラ・スチュワルト、アラン・ドロン、セルジュ・ブールギニョン、アルベール・ラモリス、フランソワーズ・ブリオンらは映画祭に参加するため3月28日に来日した。

## キャスト
- 金色の眼の女：マリー・ラフォレ（吹替：高橋みどり）
- アンリ：ポール・ゲール（フランス語版）（吹替：青野武）
- ケイティ：フランソワーズ・ドルレアック
- エレオノール：フランソワーズ・プレヴォー（フランス語版）
- ジャック・エルラン（フランス語版）

※日本語吹替：テレビ版・放送日1974年12月3日 東京12チャンネル 他